# شهرداری کریمولدا
شهرداری کریمولدا (به لاتین: Krimulda Municipality) یک شهرداری در لتونی است. شهرداری کریمولدا ۵٬۸۰۳ نفر جمعیت دارد.